# Piaci kudarc
Piaci kudarcnak nevezzük azokat a gazdasági jelenségeket, amikor a magán gazdasági szereplők észszerű és önérdekkövető magatartása nem a kívánt társadalmi optimumhoz, vagy – szűkebb értelemben véve – nem Pareto-optimumhoz vezet. A láthatatlan kéz ilyenkor nem jól dolgozik.
A közgazdaságtan hagyományosan négy ilyen kudarcot ismer:
- nem tisztán versenyzői piacok (például monopólium, oligopólium)
- externáliák
- közjavak
- információs aszimmetria (például: Akerlof tragacspiaca, megbízó–ügynök probléma)

Újabban az időben inkonzisztens preferenciákat is ide sorolják.
A piaci kudarcok léte jelenti az egyik indokot az állam gazdasági beavatkozására, ami lehet szabályozó hatósági fellépés (reguláció) vagy piaci szereplőként való megjelenés.